# Kinkala
Kinkala é uma cidade e uma comuna da República do Congo, capital do departamento de Pool. Tinha uma população de 23 413 habitantes em 2023, data do último censo oficial do país.